# Feminale

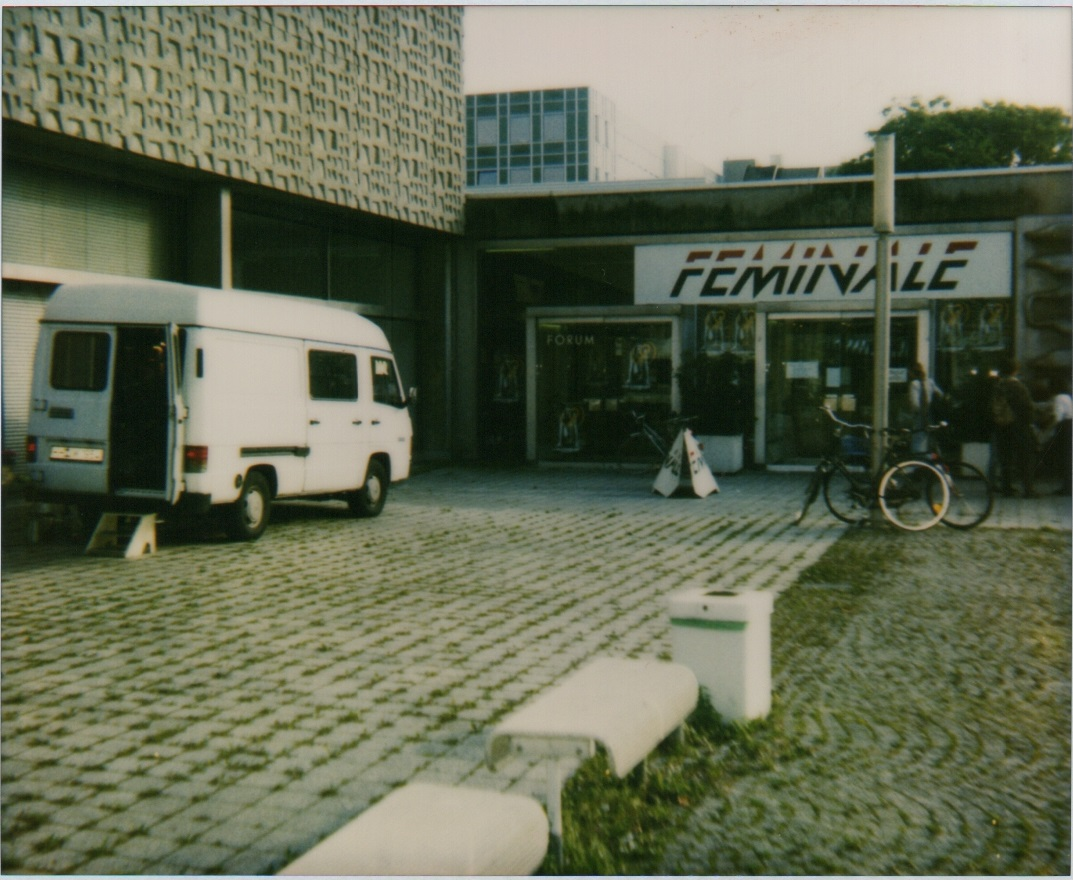
Auf der 8. Feminale im Oktober 1996

Die Feminale war das erste Frauenfilmfestival in Deutschland und wurde 1983 von einer Gruppe von Filmstudentinnen in Köln gegründet. 1984 veranstalteten sie das „1. Kölner FrauenFilmFest – Feminale“. Ebenso wichtig wie die Filmvorführungen waren die Workshops, Vorträge und Ausstellungen, die das Programm jeder Festivalausgabe bildeten. Neben Diskussionen über feministische Bildpolitiken und deren Repräsentation in Film und Filmtheorie, standen bei den Veranstaltungen kulturpolitische Belange weiblicher Filmschaffender sowie deren Vernetzung im Vordergrund. Die Feminale fand über zwanzig Jahre hinweg regelmäßig in Köln statt und avancierte in kurzer Zeit zu einem feministischen Filmfestival von internationalem Renommee. Die letzte Ausgabe der Feminale fand nach zwanzigjährigem Bestehen des Festivals im Jahr 2004 statt.

## Gründung
Die erste Festivalausgabe der Feminale fand 1984 statt. Träger des Festivals war der gleichnamige Verein. Gezeigt wurden neue Filmproduktionen von Frauen der letzten zwei Jahre. Anders als bei vielen anderen Filmfestivals, standen die Filme bei der Feminale nicht im Wettbewerb zueinander. Organisiert wurde das Festival von Studentinnen der Theater-, Film- und Fernsehwissenschaft an der Universität zu Köln. Mit ihrem Aufruf an Filmemacherinnen aus Nordrhein-Westfalen, ihre Filme und Videos gemeinsam in Köln zu präsentieren, setzten Angelika Dötig und Katja Mildenberger den Startimpuls. Weitere Mitglieder der Gruppe waren zu diesem Zeitpunkt und in den ersten Jahren Esther Baron, Birgit Esser, Karin Jurschick, Elke Kimmlinger, Biddy Pastor, Dagmar Röper und Astrid Völker. Im Laufe der Jahre waren außerdem Mechthild Buchholz, Carla Despineux, Anja Dreschke, Regina Eichen, Gaby Gehlen, Sonja Hofmann, Eva Hohenberger, Marion Kranen, Jennifer Jones, Christine Moser, Verena Mund, Beate Preisler, Nicole Rebmann, Irene Schoor u. v. a. maßgeblich an der Realisierung der Feminale beteiligt.

## Inhaltliche Ausrichtung und Programm
Der Name „Feminale“ sollte auf das Defizit an Produktionen von Frauen in den Programmen bestehender Festivals verweisen und zugleich den Anspruch des Festivals gültig machen, sich als eigenständige Plattform zu etablieren. Auf den Austausch und das Gespräch zwischen Besucherinnen und Filmemacherinnen im Rahmen des Festivals, wurde bei der Feminale besonders großen Wert gelegt. Einzige Bedingung für die Filmeinreichung war, dass es sich um Werke von Frauen handeln musste, dass sie weibliche Sichtweisen und Utopien formulieren und keine Sexismen beinhalten – Format, Genre oder Thema spielten keine Rolle. Bis auf einige Veranstaltungen, deren Besuch nur Frauen vorbehalten war, richtete sich die Feminale größtenteils an alle, um eine uneingeschränkte Öffentlichkeit für feministische Filmarbeit herzustellen.
Im Grußwort des Programmhefts zur ersten Feminale schreiben die Organisatorinnen zur Motivation und Ausrichtung des Festivals:
„Wir hoffen, einen Überblick über die neuen Video-, Super 8, und 16 mm Produktionen von Frauen geben zu können. Formate, die normalerweise keine große Öffentlichkeit erreichen, zu denen aber gerade Frauen aus Kostengründen häufig greifen. Dennoch (oder gerade deshalb) bieten sie die Möglichkeit für formale und inhaltliche Experimente. Um diesen Möglichkeiten aufzuspüren, legten wir unseren Schwerpunkt auf Filme mit fiktionalem und experimentellem Charakter. […]“
Seit jeher wurde die Konzeption des Festivals von einem Plenum erarbeitet, das sich aus Vereinsmitgliedern, Interessentinnen und hauptamtlichen Mitarbeiterinnen zusammensetzte. Letztere waren – unterstützt durch Ehrenamtliche – auch für die Filmrecherche im Aus- und Inland zuständig. Durch eine offene Ausschreibung wurde zudem versucht, Filme mit in das Programm einzubeziehen, denen bisher noch keine Aufmerksamkeit (etwa durch Festivals) zuteilwurde. Abgesehen von Sonderprogrammen wie Lesben- und Länderprogrammen, Specials und Retrospektiven, wurden alle Filme gemeinsam gesichtet – was allerdings angesichts der schieren Menge der Einreichungen (Ende der 1990er Jahre waren es ca. um die 600) kaum mehr zu bewerkstelligen war. Ab Anfang der 1990er Jahre gab es ein Lesbenfilmprogramm, eine Jugend-Film-Forum, zahlreiche Diskussionsveranstaltungen sowie einen „Filmmarkt“, bei dem Veranstalterinnen, Journalistinnen und Filmemacherinnen sich miteinander austauschen konnten.
Seit den 1990er Jahren traten außerdem inhaltliche und politische Aspekte der gezeigten Filme – und damit die Frage nach dem „feministischen Film“ – programmatisch stärker in den Vordergrund. Dies lässt sich am Beispiel des Festivalprogramms von 1996 verdeutlichen: Neben einer umfangreichen Auswahl an Filmen von rund 150 Regisseurinnen fanden eine Retrospektive zur feministischen Filmemacherin und Medienkünstlerin Valie Export statt, das Filmvorführungen, Videoinstallationen und ein Künstlerinnengespräch zwischen Valie Export und Trinh T. Minh-ha umfasste. Des Weiteren wurden auch die Filme der Komponistin und Filmemacherin Trinh T. Minh-ha in einer Werkschau präsentiert. In einem gesonderten Lesbenfilmprogramm präsentierte die Feminale eine eigens kuratierte Auswahl an Filmen sowie zwei Programme zu neuen lesbischen Filmen, zusammengestellt von Vertreterinnen der Frauenfilmverleihe Cinenova aus London und Women Make Movies aus New York. Im Rahmenprogramm fand hierzu eine Podiumsdiskussion statt mit unter anderen den lesbischen Filmemacherinnen Barbara Hammer und Cheryl Dunye. Letztere wurde im gleichen Jahr mit dem Teddy Award der Biennale ausgezeichnet für ihren Film The Watermelon Woman. In weiteren Ausgaben der Feminale gab es außerdem Retrospektiven zu Ula Stöckl, Ulrike Ottinger, Helke Sander und Elfi Mikesch sowie Porträts zu Claire Denis und Lynne Hershman.

## Entwicklung der Festivalstrukturen
Die ersten Ausgaben der Feminale waren als Werkschau von Filmen und Videos von Frauen aus der Region konzipiert. 1986 wurden auch Filme aus Österreich und der Schweiz ins Programm mit aufgenommen. Ab 1988 geschah der Wechsel vom Jahres- zum Zwei-Jahres-Rhythmus. Zeitgleich öffnete sich das Programm für Einreichungen aus weiteren europäischen Ländern wie Spanien und Großbritannien. Damit vollzog die Feminale den Schritt hin zu einem internationalen Festival, was sich später in Sektionen wie dem „Europäischen Programm“ oder dem „Länderprogramm“ ausdrückte. Dies spiegelt sich auch in der Namensgebung wider: während das Festival als „Feminale – Kölner FrauenFilmFest“ begann, änderte sich die Selbstbezeichnung ab 1992 in „Feminale – Internationales FrauenFilmFestival“.

### Finanzierung
Wurde das Festival zunächst durch die ehrenamtliche Arbeit der Gründerinnen realisiert, hatte es Ende der 1980er Jahre Dimensionen erreicht, die den ehrenamtlichen Rahmen weit überschritten. Die Gründung eines Vereins ermöglichte es, ABM-Stellen für hauptamtliche Mitarbeiterinnen einzurichten. Darüber hinaus wurde eine Geschäftsstelle etabliert. Diese Maßnahmen bedeuteten die grundlegende strukturelle Veränderung der bis dahin informell arbeitenden Gruppe, was wiederum eine Verbesserung der Arbeitsbedingungen einerseits, aber auch ein „Informationsgefälle innerhalb der Gruppe“ andererseits mit sich zog, das zu „Diskrepanzen und Konflikten“ führte. Die Finanzierung über die ABM-Stellen sorgte zudem notgedrungen für Diskontinuitäten hinsichtlich der personellen Besetzung des Festivalteams.

Als Projekt der autonomen Frauenbewegung und freien Kulturszene war die grundlegende Finanzierung des Festivals äußerst prekär und dessen Existenz entsprechend immer wieder bedroht. 1994 musste das Festival aus finanziellen Gründen kurzfristig verschoben werden und wurde im Herbst selben Jahres nachgeholt. Obwohl die Feminale sich mit der Zeit zu einem der wichtigsten Frauenfilmfestivals von internationalem Renommee entwickelt hatte, wurden dem Festival von Jahr zu Jahr die finanziellen Mittel gekürzt. Nach zwanzigjährigem Bestehen fiel die Feminale schließlich den Sparmaßnahmen zum Opfer. 2006 beschloss das Land Nordrhein-Westfalen schließlich die Fusion von Feminale und dem Dortmunder Frauenfilmfestival femme totale. Die Zusammenlegung beider Festivals zum Internationalen Frauenfilmfestival Dortmund/Köln sorgte allerdings für Widerspruch und Konflikte und lässt sich treffender mit „Übernahme“ anstelle von „Fusion“ beschreiben. So heißt es etwa in einem Artikel des Kölner Stadtanzeigers:
„Ihre Zwangsheirat unter dem Namen Internationales Frauenfilmfestival Dortmund|Köln fand schließlich zwei Jahre später auf Initiative des Landes NRW und der Filmstiftung per Haushaltsansatz statt. Die beiden Festivalstädte Dortmund und Köln zogen mit einer Erhöhung ihrer Förderungssummen mit. „Synergieeffekte” und eine „größere Strahlkraft waren unter anderem die Begründung, um laut Staatssekretär Grosse-Brockhoff „die Arbeit beider Festivals zu erhalten”. Diese Argumentation muss bei wirtschaftlichen Fusionen, sprich Verschmelzungen von zwei oder mehr Unternehmen, meistens herhalten. Eine klarere Übersetzung spricht das Wort Übernahme, das bei diesem Vorgang lediglich unpopulärer im Sprachgebrauch ist.“

## Rezeption
Während sich die Presseberichterstattung über die Feminale zunächst auf technische Pannen und den self-made Charakter des Festivals konzentrierte, wurde die Feminale mit der Zeit zunehmend als professionelles Festival ernst genommen und die Besprechung der gezeigten Filme und Wertschätzung der Filmarbeit von Frauen rückte in den Vordergrund.
Remake Frankfurter Frauen Film Tage widmet sich seit 2019 mit thematischen Filmprogrammen, Vorträgen und Retrospektive der Filmarbeit von Frauen, darunter auch der Geschichte der Frauenfilmfestivals. Im November 2021 standen die deutschen Frauenfilmfestivals Feminale und femme totale im Mittelpunkt.

## Ausgaben
- 27. bis 29. April 1984: 1. Kölner FrauenFilmFest – Feminale
- 17. bis 19. Mai 1985: 2. Kölner FrauenFilmFest – Feminale[13]
- 16. bis 19. Oktober 1986: 3. Kölner FrauenFilmFest – Feminale[14]
- 6. bis 10. Juli 1988: 4. Feminale – Kölner FrauenFilmFest[15]
- 4. bis 8. Juli 1990: 5. FrauenFilmFest, Köln[16]
- 27. bis 31. Mai 1992: 6. Internationales FrauenFilm Festival Köln[9]
- 29. September bis 3. Oktober 1994: 7. Internationales FrauenFilmFestival[17]
- 5. bis 8. Oktober 1995: Feminale Debuts Festival des jungen europäischen Frauen-Kinos[18]
- 2. bis 6. Oktober 1996: 8. Feminale – Internationales Frauenfilmfestival[7]
- 01. bis 6. Oktober 1998: 9. Internationales Frauen Film Festival[19]
- 12. bis 17. Oktober 2000: Zehntes Internationales FrauenFilmFestival – Feminale Köln[20]
- 02. bis 6. Oktober 2002: 11. Internationales Frauen Film Festival[21]
- 06. bis 10. Oktober 2004: 12. Feminale Internationales Frauen Film Festival[22]